# Standards (Lee Morgan)
Standards è un album di Lee Morgan, pubblicato dalla Blue Note Records nel 1998. I brani furono registrati il 13 gennaio 1967 al Van Gelder Studio di Englewood Cliffs, New Jersey (Stati Uniti).

## Tracce
1. This Is the Life – 5:02 (Charles Strouse, Lee Adams)
2. God Bless the Child – 7:17 (Arthur Herzog Jr., Billie Holiday)
3. Blue Gardenia – 5:50 (Bob Russell, Lester Lee)
4. A Lot of Livin' to Do – 6:01 (Charles Strouse, Lee Adams)
5. Somewhere – 5:49 (Leonard Bernstein, Stephen Sondheim)
6. If I Were a Carpenter – 6:08 (Tim Hardin)
7. Blue Gadenia – 5:54 (Bob Russell, Lester Lee) – Alternate Take

## Musicisti
- Lee Morgan - tromba
- Wayne Shorter - sassofono tenore
- James Spaulding - sassofono alto, flauto
- Pepper Adams - sassofono baritono
- Herbie Hancock - pianoforte
- Ron Carter - contrabbasso
- Mickey Roker - batteria
- Duke Pearson - arrangiamenti